# 모스크바 전자 수학 연구원
모스크바 전자 수학 연구원(러시아어: Московский институт электроники и математики НИУ ВШЭ, МИЭМ, 영어: Moscow Institute of Electronics and Mathematics, MIEM)은 전자, 컴퓨터 공학 및 응용수학 분야의 러시아 고등 교육 기관이다.

## 역사
이 연구원은 1962년 4월 21일 공산당 중앙위원회와 소련 정부의 공동 법령에 따라, 1929년에 설립된 모스크바 이브닝 기계 제작 연구소 (Московский вечерний машиностроительный институт)로부터 모스크바 전자 기계 제작 연구소(Московский институт электронного машиностроения, МИЭМ)로 설립되었다. 그것은 소련 군사 산업의 기술적으로 진보된 기업을 위한 인력을 교육하기 위해 고안되었다. 1993년 이 연구소는 동일한 약자를 가지는 현재의 이름으로 변경되었다.
2011년에는 국립연구대학 고등경제대학의 일부로 편입되었다. 2014년 12월 연구소는 이전 위치인 모스크바 중심부의 Tryokhsvyatitelskiy 3번지 도로에서 모스크바 북서부 교외 Strogino에 위치한 새 건물로 이전했다.

## 학부
2015년 현재 연구소에는 3개의 학부가 있다.
- 전자 공학부
- 컴퓨터 공학부
- 응용 수학 학부

## 같이 보기
- 1960년대 소련의 마이크로일렉트로닉스 프로그램 범위 내에서 설립된 또 다른 러시아 기술 연구소인 국립 전자기술 연구대학